# فرودگاه پارابوردو
فرودگاه پارابوردو (به انگلیسی: Paraburdoo Airport) یک فرودگاه همگانی مسافربری با کد یاتا PBO است که یک باند فرود آسفالت دارد و طول باند آن ۲۱۳۲ متر است. این فرودگاه در کشور استرالیا قرار دارد و در ارتفاع ۴۲۹ متری از سطح دریا واقع شده است.